# Serge Gumienny
Serge Gumienny (Sint-Truiden, 14 april 1972) is een voormalig Belgische voetbalscheidsrechter.

## Levensloop
Serge Gumienny studeerde handelswetenschappen aan de Universiteit Hasselt. In 1994 studeerde hij af. Momenteel is hij werkzaam als hoofd van de afdeling Douane en Internationale Handel. Maar de Limburger werd vooral bekend als scheidsrechter. In België leidde hij al verschillende topwedstrijden en ook in Europa mag Gumienny soms aantreden.
Op 6 december 2008 paste Gumienny een punt uit het voetbalreglement kras verkeerd toe: in plaats van - zoals het reglement voorziet - een elfmeter  te laten hernemen (er waren spelers van beide ploegen in het strafschopgebied gelopen) door een speler van het team aan wie de penalty toegekend was - in casu SC Anderlecht - gaf hij een vrijschop aan tegenstander FC Tubeke. Geen verkeerde interpretatie dus maar rondweg een technische fout. Gumienny werd er naderhand door sportjournalist François Colin voor gekapitteld in Het Nieuwsblad.
Op 23 december 2011 werd bekend dat de UEFA de scheidsrechter degradeerde. De toen 39-jarige Gumienny kreeg in Europa twee mindere noteringen. Het gevolg was dat hij niet naar een EK of WK mocht, ook omdat hij dicht bij de leeftijdsgrens van 45 jaar zat.
Bij de gemeenteraadsverkiezingen in 2018 waagde Gumienny zich aan de lokale politiek in de Limburgse stad Sint-Truiden en behaalde op de Open VLD-lijst 631 voorkeurstemmen. Hij kon in de gemeenteraad zetelen, omdat zijn partijgenoot Pascal Vossius zijn zetel niet op nam.

## Statistieken
| Internationale wedstrijd  | #  |
| ------------------------- | -- |
| UEFA Cup                  | 16 |
| Europa League             | 5  |
| Champions League          | 6  |
| EK(-21) kwalificatie 2006 | 3  |
| EK(-21) kwalificatie 2007 | 2  |
| EK(-21) kwalificatie 2009 | 1  |
| EK(-21) 2006              | 2  |
| EK kwalificatie 2008      | 1  |
| WK kwalificatie 2006      | 1  |
| WK kwalificatie 2010      | 3  |
| Totaal                    | 40 |